# 2019冠状病毒病新疆维吾尔自治区疫情
| 地区               | 累计确诊 | 死亡 | 治愈 | 现存确诊 |
|                    | 996      | 3    | 983  | 0        |
| ------------------ | -------- | ---- | ---- | -------- |
| 乌鲁木齐市         | 845      | 0    | 845  | 0        |
| 喀什地区           | 80       | 0    | 80   | 0        |
| 伊犁哈萨克自治州   | 31       | 0    | 31   | 0        |
| 第四师             | 13       | 1    | 12   | 0        |
| 昌吉回族自治州     | 5        | 0    | 5    | 0        |
| 石河子市（第八师） | 4        | 1    | 3    | 0        |
| 第九师             | 4        | 1    | 3    | 0        |
| 吐鲁番市           | 3        | 0    | 3    | 0        |
| 巴音郭楞蒙古自治州 | 3        | 0    | 3    | 0        |
| 第十二师           | 3        | 0    | 3    | 0        |
| 五家渠市（第六师） | 2        | 0    | 2    | 0        |
| 阿克苏地区         | 1        | 0    | 1    | 0        |
| 第七师             | 1        | 0    | 1    | 0        |
| 待明确             | 1        | 0    | 1    | 0        |
| 截至2022年2月14日  |          |      |      |          |

2019冠状病毒病新疆维吾尔自治区疫情（維吾爾語：شىنجاڭ ئۇيغۇر ئاپتونوم رايونلۇق يېڭى تىپتىكى تاجسىمان ۋىرۇسلۇق ئۆپكە ياللۇغى يۇقۇمى‎），介绍2019冠状病毒病疫情中，在中华人民共和国新疆维吾尔自治区境内（含新疆生产建设兵团辖区）发生的情况。

## 时间轴

### 1月
1月23日，新疆维吾尔自治区卫生健康委确认，新疆出现了2例输入性2019冠状病毒病确诊病例。
1月25日至27日，新疆维吾尔自治区卫健委通报各新增1例确诊病例。1月27日通报新增重症病例1例。截至1月26日24时，新疆累计报告2019冠状病毒病确诊病例5例，其中乌鲁木齐市4例、伊犁州1例；重症病例中，乌鲁木齐市1例。
1月28日，新疆维吾尔自治区卫健委通报新增确诊病例5例，其中吐鲁番市、第七师、第八师石河子市为报告首例确诊病例；其他2个州市新增确诊病例中，乌鲁木齐市1例、伊犁州1例；新增重症病例中，伊犁州1例。
1月29日，新疆维吾尔自治区卫健委通报新增确诊病例3例，新增重症病例2例。新增确诊病例中，乌鲁木齐市1例，伊犁州2例；新增重症病例中，乌鲁木齐市2例。
1月30日，新疆维吾尔自治区卫健委通报新增确诊病例1例（乌鲁木齐市）。
1月31日，新疆维吾尔自治区卫健委通报新增确诊病例3例，其中阿克苏地区为报告首例确诊病例；其他2个州市新增确诊病例中，乌鲁木齐市1例、伊犁州1例。

### 2月
2月1日，新疆维吾尔自治区卫健委通报新增确诊病例1例（兵团第九师，首次通报），新增重症病例1例（伊犁州）。
2月2日，新疆维吾尔自治区卫健委通报新增确诊病例3例（均为兵团第九师病例）。同日乌鲁木齐地铁宣布停运。
2月3日，新疆维吾尔自治区卫健委通报新增确诊病例3例，新增重症病例2例，新增危重症病例1例。
2月4日，新疆维吾尔自治区卫健委通报新增确诊病例5例，新增重症病例2例。
2月5日，新疆（含兵团）报告新型冠状病毒感染的肺炎新增确诊病例3例。
2月6日，新疆（含兵团）报告新型冠状病毒感染的肺炎新增确诊病例4例，其中巴州为报告首例确诊病例；其他新增确诊病例中，乌鲁木齐市3例。
2月7日，新疆（含兵团）报告新型冠状病毒感染的肺炎新增确诊病例3例，均为乌鲁木齐市病例。
2月8日，新疆（含兵团）报告新型冠状病毒感染的肺炎新增确诊病例3例，其中兵团第十二师为报告首例确诊病例；其他2州市新增确诊病例中，乌鲁木齐市1例、巴州1例。
2月9日，新疆（含兵团）报告新型冠状病毒肺炎新增确诊病例3例，新增确诊病例中，乌鲁木齐市1例、伊犁州1例、巴州1例。
2月10日，新疆（含兵团）报告2019冠状病毒病新增确诊病例4例，其中兵团第四师为首次报告确诊病例，3例；其他新增确诊病例中，昌吉州1例。截至2月9日24时，新疆（含兵团）累计报告新型冠状病毒肺炎确诊病例49例（新疆维吾尔自治区38例、新疆生产建设兵团11例），其中：确诊病例中，乌鲁木齐市20例、伊犁州10例、昌吉州3例、吐鲁番市1例、巴州3例、阿克苏地区1例，兵团第四师3例、兵团第六师五家渠市1例、兵团第七师1例、兵团第八师石河子市1例、兵团第九师4例、兵团第十二师1例；现有重症病例12例、危重症病例4例。

### 3月
3月1日24时，新疆（含兵团）报告2019冠状病毒病无新增确诊病例，无新增死亡病例，新增治愈出院病例2例，均为乌鲁木齐市。
3月5日，新疆（含兵团）无新增新冠肺炎确诊病例，新增出院病例1例。

### 7月
7月15日，乌鲁木齐市天山区发现2019冠状病毒病确诊病例1例，无症状感染者3例。
7月16日0时至17日12时，新疆（含兵团）报告2019冠状病毒病新增确诊病例5例，新增无症状感染者8例，均为乌鲁木齐市病例。7月16日，乌鲁木齐地铁停运，昌吉公交停运，烏魯木齊社區開始實施封闭管理，当地公交车停运，机场航班大量取消，同时对进出港旅客要求出示核酸检测报告。
7月18日，国家卫健委通报，7月17日新疆新增确诊病例16例。当日，新疆召开新闻发布会，称此次疫情主要与一起聚集性活动关联，病例及无症状感染者主要集中在乌鲁木齐天山区。当日乌鲁木齐市新增确诊病例13例，湖北省核酸检测医疗队也在国家卫生健康委员会的部署下抵达乌鲁木齐。
7月19日，乌鲁木齐市天山区、沙依巴克区将风险等级提升至高风险地区。当日新疆新增确诊病例17例，其中乌鲁木齐市16例，喀什地区1例（为乌鲁木齐市输入病例）。
7月20日，新疆新增确诊病例8例，其中乌鲁木齐市7例、兵团1例。
截至7月21日，乌鲁木齐市内公交、地铁已停运，新疆其他城市及兵团发往乌鲁木齐等部分地区的公交车、市际客运班线也已停运，县际及农村客运、城市客运正常运行，国省干线公路客货运均正常。当日新疆新增确诊病例9例，均在乌鲁木齐。
7月22日，新疆新增确诊病例18例，均在乌鲁木齐。
7月23日，新疆新增确诊病例13例，均在乌鲁木齐。
截至7月24日，乌鲁木齐市核酸检测样本总累计采样230多万人份。
7月24日，新疆新增确诊病例20例，均在烏魯木齊。
7月25日，新疆新增确诊病例22例，均在乌鲁木齐。截至當日，新疆（含兵团）累计报告2019冠状病毒病确诊病例213例(新疆维吾尔自治区188例、新疆生产建设兵团25例)，累计治愈出院病例73例，累计死亡病例3例。
7月26日，新疆新增2019冠状病毒病确诊病例41例（其中15例为无症状感染者转确诊病例），均为乌鲁木齐病例；新增无症状感染者38例（乌鲁木齐市37例，兵团第十二师1例）。
7月27日，新疆新增2019冠状病毒病确诊病例57例。
7月28日，新疆（含兵团）报告新增确诊病例89例，新增治愈出院2例。当日，乌鲁木齐市新冠肺炎疫情防控工作指挥部对来乌鲁木齐、返乌鲁木齐和离乌鲁木齐人员的管理措施做出调整，规定乌鲁木齐人员原则上非必要不出乌鲁木齐。
7月29日，新疆（含兵团）报告新增确诊病例96例，新增治愈出院病例4例。
7月30日，新疆（含兵团）报告2019冠状病毒病新增确诊病例112例，新增治愈出院病例3例。新增确诊病例中，昌吉州1例（乌鲁木齐市输入的无症状感染者转确诊病例），其余均为乌鲁木齐市病例；新增治愈出院病例中，乌鲁木齐市3例。
7月31日，新疆（含兵团）报告2019冠状病毒病新增确诊病例31例，新增治愈出院病例7例。

### 8月
8月1日，新疆（含兵团）报告2019冠状病毒病新增确诊病例30例，新增治愈出院病例7例。
8月2日，新疆（含兵团）报告2019冠状病毒病新增确诊病例28例，新增治愈出院病例7例。
8月3日，新疆（含兵团）报告新增2019冠状病毒病确诊病例28例，均在乌鲁木齐市。
8月4日下午，新疆维吾尔自治区疾控中心主任崔燕在发布会上介绍，新疆此次聚集性疫情表现为单一源头来源，通过对前期病例基因测序，结果显示为多个检测样本序列相同，表明此次疫情来源于同一传染源暴露所致。当日新疆（含兵团）报告新增确诊病例22例，新增治愈出院病例10例。
8月5日，新疆（含兵团）报告2019冠状病毒病新增确诊病例27例，新增治愈出院病例8例。
8月6日，新疆（含兵团）报告2019冠状病毒病新增确诊病例26例，新增治愈出院病例20例。
8月7日，新疆（含兵团）报告2019冠状病毒病新增确诊病例25例，新增治愈出院病例28例。
8月8日，新疆（含兵团）报告2019冠状病毒病新增确诊病例15例，新增治愈出院病例30例。
8月9日，新疆（含兵团）报告2019冠状病毒病新增确诊病例14例，新增治愈出院病例47例。
8月10日，新疆（含兵团）报告2019冠状病毒病新增确诊病例13例，新增治愈出院病例38例。
8月11日，新疆（含兵团）报告2019冠状病毒病新增确诊病例9例，新增治愈出院病例41例。
8月12日，新疆（含兵团）报告2019冠状病毒病新增确诊病例8例，新增治愈出院病例38例。
8月13日，新疆（含兵团）报告2019冠状病毒病新增确诊病例8例，新增治愈出院病例49例。
8月14日，新疆（含兵团）报告2019冠状病毒病新增确诊病例7例，新增治愈出院病例33例。
8月15日，新疆（含兵团）报告2019冠状病毒病新增确诊病例4例，新增治愈出院病例41例。
8月27日，根据疫情防控工作需要，新疆中小学、幼儿园秋季学期延期开学，并从9月1日起开展“空中课堂”线上教学。
8月29日零时起，乌鲁木齐市天山区、沙依巴克区疫情风险等级由高风险调整为低风险；乌鲁木齐经济技术开发区（头屯河区）、高新技术产业开发区（新市区）、水磨沟区疫情风险等级由中风险调整为低风险。当日多家航空公司表示，乌鲁木齐地窝堡国际机场自9月起陆续新开、恢复多条出疆航线。

### 9月
9月1日晚，新疆维吾尔自治区党委召开视频会议，指出新疆将全面恢复正常生产生活秩序。
9月2日，新疆文化和旅游厅发布公告称，新疆所有户外旅游景区恢复开放，同时恢复跨省、区、市旅游。
9月3日，新疆维吾尔自治区教育厅公布，新疆高校和中小学秋季学期将分批次开学。其中，中小学从9月6日开始，按照先中学后小学、先高年级后低年级再起始年级的顺序分批、错峰开学；全区高校自9月10日起，分期分批、错时错峰安排校外学生返校和新生入学报到，全面恢复正常教育教学秩序。
9月7日，烏魯木齊市最後3例確診患者治愈出院，1例無症狀感染者解除醫學觀察。至此新疆（含兵團）自7月15日發生疫情以來的確診病例全部治愈出院，無症狀感染者全部解除醫學觀察。

### 10月
10月24日，喀什地区疏附县出現1例新冠肺炎无症状感染者。隨後喀什全城封鎖。
截至25日14時，喀什新增137例无症状感染者。国家卫健委已派出工作组赴喀什指导当地开展疫情防控工作。新疆维吾尔自治区卫健委副主任顾莹苏表示，喀什地区的对外交通仍为正常状态，外地来喀什人员不实行隔离，无需携带核酸报告；需要离开喀什的外地游客，需持有七日内有效核酸检测阴性报告。当晚，喀什地区疏附县站敏乡、托克扎克镇、吾库萨克镇、萨依巴格乡疫情风险等级升级为高风险，疏附县其他乡镇疫情风险等级升级为中风险，喀什地区疫情防控工作指挥部启动一级响应。
10月25日16时至26日16时，喀什地区新增无症状感染者26例、均在疏附县，全部为25日无症状感染者的密切接触者。10月26日24时至27日17时，喀什新增确诊病例5例，新增无症状感染者19例。
截至10月27日24时，新疆维吾尔自治区（含新疆生产建设兵团）报告新增确诊病例22例（均为无症状感染者转确诊），均为喀什地区疏附县报告。
10月28日，新疆衛健委通報称，喀什已完成全員病毒檢測，目前已經可以基本排除疫情蔓延擴散的可能性。此次疫情中，大多數患者都與疏附縣站敏鄉三村的一間工廠有關，喀什地區行署副秘書長艾賽提·吾拉音木指，該工廠主要從事服裝加工和銷售，以制作休閑、運動服等為主。喀什地區疾病預防控制中心副主任王希江則指出，疏附縣疾控部門有嚴格按照防疫要求，對感染者的家庭、活動場所等展開嚴格終末消殺和環境檢測。同時，全地區做好消毒培訓和物資儲備，嚴格落實鄉村、社區、學校、商場、車站等重點部位預防性消殺，規範消殺程序，確保環境安全。另外，喀什地區將大力展開愛國衛生運動，扎實推進城鄉環境綜合治理。当日，喀什地区疏附县报告新增新冠肺炎确诊病例23例。
10月30日，新疆维吾尔自治区报告新增新冠肺炎确诊病例6例。
10月31日，喀什地区新增61宗無症狀感染者。另外，喀什地區第二輪病毒檢測病例已經全部完成，除了已公布的確診病例及無症狀感染者外，其餘人員的檢測結果均為陰性。当日，新疆维吾尔自治区报告新增新冠肺炎确诊病例3例（均为无症状感染者转确诊）。

### 11月
11月1日，新疆维吾尔自治区报告新增新冠肺炎确诊病例3例（其中2例为无症状感染者转确诊）。
11月2日，新疆卫健委通报，11月1日24時至2日18時，新疆報告新增無症狀感染者13例，均為疏附縣對集中隔離醫學觀察人員進行核酸檢測篩查發現。此外，喀什開展第三次全民核酸檢測工作。当日，新疆维吾尔自治区报告新增新冠肺炎确诊病例5例（均为无症状感染者转确诊）。
11月3日晚，喀什地區疾控中心副主任王希江通報，11月2日24時至3日20時30分，喀什地區新增確診病例2宗，均為無症狀感染者轉確診；新增無症狀感染者116宗，全部來自接受隔離醫學觀察人員，均與疏附縣站敏鄉相關聯。克孜勒苏柯尔克孜自治州卫健委党组书记王良森通报，11月2日24时至3日20时30分，克州无新增确诊病例和无症状感染者。截至11月3日20时30分，克州现有无症状感染者15例，均来自与疏附县相邻的阿克陶县喀热开其克乡和皮拉勒乡。
11月4日，新疆维吾尔自治区报告新增新冠肺炎确诊病例8例（均为无症状感染者转确诊）。
11月5日，新疆通報11月4日午夜12時至5日晚間9時，喀什地區6名無症狀感染者轉為確診。另外新增15例無症狀感染者，為對喀什、克州隔離觀察人員核酸檢測時發現。新疆疾控中心主任崔燕表示，喀什地區疏附縣站敏鄉三村工廠很可能為此次疫情最早的傳入點。疾控中心已採集重點場所環境、物品和動物樣本1135份，進行了新冠病毒核酸檢測，檢出的陽性樣本主要分布在疫情集中爆發的三村工廠（疏附縣舒暢服裝有限公司）車間、庫房、廁所等部位，為工廠感染者污染的可能性較大。
截至5日21时，新疆现有确诊病例78例，均为喀什地区病例，现有无症状感染者339例。
11月15日0时起，喀什地区疏附县兰干镇、乌帕尔镇、塔什米力克乡、铁日木乡疫情风险等级由中风险调整为低风险。11月17日0时起，疏附县托克扎克镇、吾库萨克镇疫情风险等级由高风险调整为低风险。
11月19日，喀什地區最後4例確診病例符合國家衛生健康委新型冠狀病毒肺炎確診病例出院標准治愈出院，至此，新疆喀什疫情所有確診病例治愈出院。
11月25日，中国疾病预防控制中心首席流行病学专家吴尊友在“《财经》年会2021：预测与战略”上表示，喀什疫情的溯源结果为境外输入货物集装箱污染，零号病例为一名装卸工（无症状感染者）。

### 12月
12月12日，吐魯番市衛生健康委通報，吐魯番市高昌區在對重點人群進行定期核酸檢測中，發現1名陽性人員（男，32歲），經診斷為新冠肺炎無症狀感染者。吐魯番市疾控部門迅速排查其密切接觸者及密切接觸者的密切接觸者，全部進行核酸檢測，發現該無症狀感染者的妻子（28歲）、母親（63歲）核酸檢測結果呈陽性，其餘人員均為陰性。3例無症狀感染者均已送至定點醫院進行隔離醫學觀察。当日22时起，吐鲁番市高昌区红盾小区疫情风险等级定为中风险。
截至12月14日9时，吐鲁番市高昌区已完成全员免费核酸检测工作，除12日报告的4例无症状感染者外，其余均为阴性。
12月26日22时起，吐鲁番市高昌区红盾小区疫情风险等级由中风险调整为低风险。

### 2021年1月
1月6日，昌吉州呼图壁县报告1例输入性无症状感染者，为来自河北省石家庄市的货车驾驶员。

### 2021年8月
8月15日，新疆博尔塔拉蒙古自治州阿拉山口市口岸地区在每3天1次的常规核酸检测中，发现3人核酸检测结果呈阳性，经专家诊断均为无症状感染者。

### 2021年10月
10月3日，新疆伊犁哈萨克自治州霍尔果斯市在三天1次常规核酸检测中，发现2人核酸检测结果呈阳性，经专家诊断均为无症状感染者。疫情发生后，伊犁州全域暂停交通服务，游客暂时无法离开当地。
10月5日，霍尔果斯市报告新冠肺炎确诊病例1例，为10月3日报告的无症状感染者1的丈夫。
10月6日，新疆生产建设兵团第四师可克达拉市62团报告新冠肺炎无症状感染者2例，该团紧邻霍尔果斯市，两名感染者都是在5日的第三轮全院筛查中检测出核酸阳性。
10月7日，伊犁州疫情防控工作指挥部研究制定因疫情滞留伊犁州的疆外旅客安置返回方案，实施外省旅客点对点转运工作，同时积极协调民航、公路等部门，预计当日有600名旅客乘机离伊。旅客在48小时内两次核酸检测正常、14天之内无霍尔果斯市和新疆生产建设兵团62团旅居史的疆外滞留旅客，可乘坐飞机或自驾车辆离伊。
10月15日，乌鲁木齐经济技术开发区(头屯河区)报告1例无症状感染者。

### 2022年1月
1月23日，伊犁州霍尔果斯市在对有关人员3天1次核酸筛查中，发现2人核酸检测结果呈阳性，经诊断均为新冠肺炎无症状感染者。
1月24日，新疆维吾尔自治区（含新疆生产建设兵团）新增确诊病例6例，新增无症状感染者16例，为伊犁州霍尔果斯市报告。
1月25日，伊犁州卫健委党组书记陈正发介绍，霍尔果斯市1月23日报告的2例无症状感染者的新冠病毒属于奥密克戎变异株。当日新疆维吾尔自治区（含新疆生产建设兵团）新增确诊病例2例，新增无症状感染者6例，均为伊犁州霍尔果斯市报告。
1月26日，新疆维吾尔自治区（含新疆生产建设兵团）新增确诊病例2例，新增无症状感染者5例。新增确诊病例中，霍尔果斯市1例，兵团第四师1例；新增无症状感染者中，霍尔果斯市3例，兵团第四师2例。
1月27日，新疆维吾尔自治区（含新疆生产建设兵团）新增确诊病例1例，新增无症状感染者1例，均在兵团第四师。
1月28日，新疆维吾尔自治区（含新疆生产建设兵团）新增确诊病例4例，新增无症状感染者2例，新增确诊病例中，霍尔果斯市3例，兵团第四师1例；新增无症状感染者中，霍尔果斯市1例，兵团第四师1例。
1月29日，新疆维吾尔自治区（含新疆生产建设兵团）无新增确诊病例；新增无症状感染者3例，其中霍尔果斯市1例，兵团第四师2例。

### 2022年3月
3月29日，新疆维吾尔自治区（含新疆生产建设兵团）新增2例无症状感染者，均为乌鲁木齐市米东区报告，均为外省来疆人员，在集中隔离点筛查中发现，已转运至乌鲁木齐市定点医院进行隔离医学观察。
3月30日，新疆维吾尔自治区（含新疆生产建设兵团）新增新冠肺炎确诊病例1例，乌鲁木齐市米东区报告；新增无症状感染23例，其中巴州和硕县20例、昌吉州昌吉市3例。
3月31日，新疆维吾尔自治区（含新疆生产建设兵团）新增无症状感染者13例，其中乌鲁木齐市水磨沟区3例、巴州和硕县10例。

### 2022年4月
4月1日，新疆维吾尔自治区（含新疆生产建设兵团）无新增报告确诊病例；新增无症状感染9例，其中乌鲁木齐市1例、巴州库尔勒1例、和硕县7例。
4月2日，新疆维吾尔自治区（含新疆生产建设兵团）新增确诊病例1例，为乌鲁木齐市水磨沟区报告；新增无症状感染者4例，其中，和硕县2例、昌吉市2例。
4月3日，新疆维吾尔自治区（含新疆生产建设兵团）新增无症状感染者6例，其中乌鲁木齐市2例(1例为外省输入病例)、巴州和硕县4例。
4月4日，新疆维吾尔自治区（含新疆生产建设兵团）新增新冠肺炎确诊病例1例，为乌鲁木齐市高新区报告；新增无症状感染者8例，其中，乌鲁木齐市高新区5例、沙依巴克区1例，巴州库尔勒市1例，昌吉州昌吉市1例。
4月5日，新疆维吾尔自治区（含新疆生产建设兵团）新增无症状感染者7例，其中乌鲁木齐市4例(2例为外省输入病例)、巴州和硕县1例、昌吉州昌吉市2例。
4月6日，新疆维吾尔自治区（含新疆生产建设兵团）无新增报告确诊病例；新增无症状感染者4例，为乌鲁木齐市报告（2例为外省来疆返疆人员）。
4月7日，新疆维吾尔自治区（含新疆生产建设兵团）无新增报告确诊病例；乌鲁木齐市新增无症状感染者1例。
4月8日，新疆维吾尔自治区（含新疆生产建设兵团）无新增报告确诊病例；新增无症状感染者2例，均为乌鲁木齐市报告。
4月9日，新疆维吾尔自治区（含新疆生产建设兵团）乌鲁木齐市新增无症状感染者5例。
4月10日，新疆维吾尔自治区（含新疆生产建设兵团）乌鲁木齐市新增无症状感染者3例。
4月15日，新疆维吾尔自治区（含新疆生产建设兵团）新增无症状感染者6例，其中，乌苏市3例、兵团农五师3例。
4月18日，新疆维吾尔自治区（含新疆生产建设兵团）乌苏市新增无症状感染者1例。
4月20日，新疆维吾尔自治区（含新疆生产建设兵团）兵团第五师双河市新增无症状感染者1例。
4月27日，新疆维吾尔自治区（含新疆生产建设兵团）乌鲁木齐市新增无症状感染者2例。
4月28日，新疆维吾尔自治区（含新疆生产建设兵团）乌鲁木齐市米东区新增无症状感染者18例。
4月29日，新疆维吾尔自治区（含新疆生产建设兵团）新增新冠肺炎确诊病例2例，均为乌鲁木齐市报告；新增无症状感染者40例，均为乌鲁木齐市报告。
4月30日，新疆维吾尔自治区（含新疆生产建设兵团）新增确诊病例4例、无症状感染者44例，均为乌鲁木齐市米东区报告。

### 2022年5月
5月1日，新疆维吾尔自治区（含新疆生产建设兵团）新增新冠肺炎确诊病例2例、无症状感染者37例，均为乌鲁木齐市报告。
5月2日，新疆维吾尔自治区（含新疆生产建设兵团）乌鲁木齐市新增无症状感染者26例。
5月3日，新疆维吾尔自治区（含新疆生产建设兵团）新增新冠肺炎确诊病例1例，新增无症状感染者10例，均在乌鲁木齐市。
5月4日，新疆维吾尔自治区（含新疆生产建设兵团）乌鲁木齐市新增无症状感染者4例。
5月6日，新疆维吾尔自治区（含新疆生产建设兵团）乌鲁木齐市新增无症状感染者3例。
5月24日，新疆维吾尔自治区（含新疆生产建设兵团）乌鲁木齐市新增无症状感染者4例。
5月25日，新疆维吾尔自治区（含新疆生产建设兵团）乌鲁木齐市新增无症状感染者4例。
5月26日，新疆维吾尔自治区（含新疆生产建设兵团）乌鲁木齐市新增无症状感染者8例。
5月27日，新疆维吾尔自治区（含新疆生产建设兵团）乌鲁木齐市新增无症状感染者9例。
5月28日，新疆维吾尔自治区（含新疆生产建设兵团）乌鲁木齐市新增无症状感染者7例。
5月29日，新疆维吾尔自治区（含新疆生产建设兵团）乌鲁木齐市新增无症状感染者5例。
5月30日，新疆维吾尔自治区（含新疆生产建设兵团）乌鲁木齐市新增无症状感染者4例。
5月31日，新疆维吾尔自治区（含新疆生产建设兵团）乌鲁木齐市新增无症状感染者1例。

### 2022年6月
6月18日，新疆维吾尔自治区（含新疆生产建设兵团）兵团第十一师新增无症状感染者1例。
6月19日，新疆维吾尔自治区（含新疆生产建设兵团）兵团第十一师新增无症状感染者2例。

### 2022年7月
7月23日，新疆维吾尔自治区（含新疆生产建设兵团）乌鲁木齐市高新区新增无症状感染者3例。
7月30日，新疆维吾尔自治区（含新疆生产建设兵团）新增无症状感染者10例，其中，兵团第四师8例，伊犁州伊宁市2例。
7月31日，新疆维吾尔自治区新增无症状感染者9例，其中，伊犁州伊宁市7例、伊宁县2例。新疆生产建设兵团新增无症状感染者5例，均为闭环隔离管控人员。

### 2022年8月
8月1日，新疆维吾尔自治区新增无症状感染者28例，其中，伊犁州伊宁市22例、伊宁县6例。新疆生产建设兵团第四师新增确诊病例1例（轻型），在六十二团集中隔离医学观察点核酸筛查时发现；新增无症状感染者3例，其中2例在六十二团集中隔离医学观察点核酸筛查时发现，1例在六十四团重点人群核酸筛查时发现。
8月2日，新疆维吾尔自治区新增无症状感染者20例，其中，伊犁州伊宁市15例、伊宁县5例。新疆生产建设兵团第四师新增无症状感染者11例，均在六十四团，并已闭环转运至方舱医院接受隔离医学观察。
8月3日，新疆维吾尔自治区新增无症状感染者25例，其中，伊犁州伊宁市17例、伊宁县5例、尼勒克县3例。新疆生产建设兵团第四师六十四团新增无症状感染者18例，均在集中隔离医学观察点核酸筛查时检出。
8月4日，新疆维吾尔自治区新增无症状感染者27例，其中，伊犁州伊宁市21例、伊宁县4例、尼勒克县1例，塔城地区沙湾市1例。新疆生产建设兵团第四师新增无症状感染者14例，其中六十四团11例，七十团3例。
8月5日，新疆维吾尔自治区新增无症状感染者42例，其中，伊犁州伊宁市35例、伊宁县3例，塔城地区沙湾市1例，哈密市伊州区1例，喀什地区泽普县2例。新疆生产建设兵团第四师新增无症状感染者6例，其中六十四团4例，七十团2例。
8月6日，新疆维吾尔自治区新增无症状感染者52例，其中，伊犁州伊宁市41例、伊宁县4例，博州博乐市2例，阿克苏地区阿克苏市2例、拜城县3例。
8月7日，新疆维吾尔自治区新增无症状感染者69例，其中，伊犁州伊宁市59例、伊宁县4例，乌鲁木齐市达坂城区2例、天山区1例、沙依巴克区1例，喀什地区泽普县2例。
8月8日，新疆维吾尔自治区新增无症状感染者146例，其中，伊犁州伊宁市119例、伊宁县4例，博州博乐市3例，哈密市伊州区4例，昌吉州呼图壁县2例，和田地区和田市1例，吐鲁番市高昌区1例，阿克苏地区拜城县3例，乌鲁木齐市天山区3例、沙依巴克区4例，喀什地区泽普县2例。。
8月9日，新疆维吾尔自治区新增无症状感染者122例，其中，伊犁州伊宁市72例、伊宁县6例，哈密市伊州区2例，昌吉州呼图壁县9例，吐鲁番市高昌区3例，阿克苏地区库车市2例，乌鲁木齐市天山区7例、沙依巴克区12例、水磨沟区6例、高新区2例，阿勒泰地区布尔津县1例。
8月10日8时起，乌鲁木齐在天山区、沙依巴克区、水磨沟区、高新区（新市区）、经开区（头屯河区）、米东区实行临时性静态管理措施，时间暂定五天。当日新疆维吾尔自治区新增无症状感染者380例，其中，伊犁州伊宁市284例，哈密市伊州区1例，昌吉州呼图壁县27例，吐鲁番市高昌区4例，阿勒泰地区阿勒泰市2例，乌鲁木齐市天山区15例、沙依巴克区13例、水磨沟区8例、高新区12例、达坂城区3例、米东区1例、经开区1例，博州博乐市2例，和田地区和田市2例，巴州库尔勒市3例，喀什地区叶城县2例。
8月11日，新疆维吾尔自治区新增确诊病例1例，为昌吉州呼图壁县无症状感染者转确诊病例；新增无症状感染者410例，其中，伊犁州伊宁市136例、伊宁县73例，哈密市伊州区9例，昌吉州呼图壁县67例，塔城地区乌苏市1例，吐鲁番市高昌区19例，阿克苏地区新和县1例、拜城县1例，乌鲁木齐市天山区40例、沙依巴克区17例、水磨沟区13例、高新区13例、达坂城区2例、经开区2例，博州博乐市3例，和田地区和田市3例，巴州库尔勒市2例、焉耆县2例，喀什地区喀什市4例、叶城县2例。
8月12日，新疆维吾尔自治区新增确诊病例2例为无症状感染者转确诊病例，其中，巴州库尔勒市1例、哈密市伊州区1例；新增无症状感染者334例，其中，伊犁州伊宁市126例、伊宁县30例，哈密市伊州区8例，昌吉州呼图壁县42例，塔城地区乌苏市12例、额敏县3例，吐鲁番市高昌区16例，乌鲁木齐市天山区19例、沙依巴克区41例、水磨沟区10例、高新区5例、经开区3例，博州博乐市1例，和田地区和田市2例，巴州库尔勒市6例，克州阿克陶县3例，喀什地区喀什市3例、莎车县3例、叶城县1例，均已转运至定点医疗机构进行隔离医学观察。
8月13日8时起，庫爾勒市实行临时性静态管理措施，时间暂定5—7天。当日新疆维吾尔自治区新增确诊病例2例，为无症状感染者转确诊病例，其中，巴州库尔勒市1例、昌吉州呼图壁县1例；新增无症状感染者396例，其中，乌鲁木齐市天山区42例、沙依巴克区42例、水磨沟区10例、高新区14例、经开区5例，伊犁州伊宁市121例、伊宁县22例，塔城地区乌苏市8例，昌吉州呼图壁县40例，哈密市伊州区38例，吐鲁番市高昌区25例，巴州库尔勒市4例，喀什地区喀什市7例、泽普县4例、叶城县12例、英吉沙县2例，均已转运至定点医疗机构进行隔离医学观察。自8月2日以来，新疆已对8个地州市的20个县市区分别实施了跨省旅游“熔断”机制，立即暂停旅行社及在线旅游企业经营进出部分縣市的跨省团队旅游及“机票+酒店”业务。乌鲁木齐延长实施静态管理。
8月14日，新疆维吾尔自治区新增确诊病例1例，为乌鲁木齐市沙依巴克区1例无症状感染者转确诊病例；新增无症状感染者343例，其中，乌鲁木齐市天山区29例、沙依巴克区7例、水磨沟区7例、高新区1例、经开区1例，伊犁州伊宁市130例、伊宁县9例，塔城地区乌苏市6例，博州博乐市1例，昌吉州呼图壁县118例，哈密市伊州区16例，吐鲁番市高昌区11例，巴州库尔勒市6例，喀什地区泽普县1例，均已转运至定点医疗机构进行隔离医学观察。
8月15日，新疆维吾尔自治区新增确诊病例12例，其中，巴州库尔勒市新增1例确诊病例，无症状感染者转确诊病例11例（乌鲁木齐市天山区1例、沙依巴克区2例、水磨沟区1例、高新区1例、经开区1例，伊犁州伊宁县1例，博州博乐市1例，哈密市伊州区3例）；新增无症状感染者248例，其中，乌鲁木齐市沙依巴克区24例、水磨沟区3例、高新区3例，伊犁州伊宁市134例、新源县1例，昌吉州呼图壁县44例，哈密市伊州区24例，吐鲁番市高昌区9例，巴州库尔勒市6例，均已转运至定点医疗机构进行隔离医学观察。
8月16日，新疆维吾尔自治区新增无症状感染者307例，其中，乌鲁木齐市天山区27例、沙依巴克区46例、水磨沟区9例、高新区4例、经开区1例，伊犁州伊宁市126例，塔城地区乌苏市4例，昌吉州呼图壁县63例，哈密市伊州区15例，吐鲁番市高昌区7例，巴州库尔勒市5例，均已转运至定点医疗机构进行隔离医学观察。
8月17日，新疆维吾尔自治区新增确诊病例9例，其中，乌鲁木齐市高新区3例、巴州库尔勒市1例，无症状感染者转确诊病例5例（乌鲁木齐市天山区1例、沙依巴克区2例、水磨沟区1例，巴州库尔勒市1例）；新增无症状感染者226例，其中，乌鲁木齐市天山区20例、沙依巴克区16例、水磨沟区13例、高新区6例（境外输入2例）、经开区1例，伊犁州伊宁市116例，塔城地区乌苏市2例，昌吉州呼图壁县22例，哈密市伊州区7例，吐鲁番市高昌区8例，巴州库尔勒市15例，均已转运至定点医疗机构进行隔离医学观察。
8月18日，新疆维吾尔自治区新增本土确诊病例6例，其中，乌鲁木齐市高新区4例，哈密市伊州区2例（无症状感染者转确诊）；新增本土无症状感染者221例，其中，乌鲁木齐市天山区13例、沙依巴克区22例、水磨沟区5例、高新区1例、经开区2例、米东区3例，伊犁州伊宁市113例，昌吉州呼图壁县46例，哈密市伊州区3例，吐鲁番市高昌区4例，巴州库尔勒市9例。
8月19日，新疆维吾尔自治区新增本土确诊病例5例，其中，乌鲁木齐市高新区3例、巴州库尔勒市1例，哈密市伊州区1例（无症状感染者转确诊）；新增本土无症状感染者184例，其中，乌鲁木齐市天山区9例、沙依巴克区41例、高新区2例、经开区1例，伊犁州伊宁市98例，昌吉州呼图壁县24例，哈密市伊州区2例，吐鲁番市高昌区5例，巴州库尔勒市2例。
8月20日8:00起，烏魯木齊天山区、沙依巴克区、水磨沟区、高新区（新市区）、经开区（头屯河区）、米东区静态管理措施再延长三天。当日新疆维吾尔自治区新增本土确诊病例6例，其中，巴州库尔勒市1例，无症状感染者转确诊病例5例（乌鲁木齐市沙依巴克区2例、伊犁州伊宁县2例、哈密市伊州区1例）；新增本土无症状感染者200例，其中，乌鲁木齐市天山区11例、沙依巴克区29例、水磨沟区4例、高新区2例，伊犁州伊宁市124例，昌吉州呼图壁县18例，哈密市伊州区4例，吐鲁番市高昌区3例，巴州库尔勒市5例。
8月21日，新疆维吾尔自治区新增本土确诊病例4例，其中，乌鲁木齐市沙依巴克区1例、水磨沟区1例，巴州库尔勒市1例，乌鲁木齐市沙依巴克区1例无症状感染者转确诊病例；新增本土无症状感染者189例，其中，乌鲁木齐市天山区15例、沙依巴克区18例、水磨沟区5例、高新区1例、米东区1例，伊犁州伊宁市112例，昌吉州呼图壁县24例、昌吉市2例、阜康市1例，哈密市伊州区2例，吐鲁番市高昌区3例，巴州库尔勒市5例。新增乌鲁木齐市高新区境外输入无症状感染者2例。
8月22日，新疆维吾尔自治区新增本土确诊病例4例，其中，乌鲁木齐市沙依巴克区2例，无症状感染者转确诊病例2例（乌鲁木齐市天山区1例，昌吉州呼图壁县1例）；新增本土无症状感染者173例，其中，乌鲁木齐市天山区12例、沙依巴克区23例、高新区1例、米东区3例，伊犁州伊宁市102例，昌吉州昌吉市11例、呼图壁县13例，哈密市伊州区4例，巴州库尔勒市4例。
8月23日8时起，烏魯木齊分级动态实施社会面防控措施。当日新疆维吾尔自治区新增本土确诊病例6例，其中，乌鲁木齐市天山区1例、沙依巴克区4例，乌鲁木齐市天山区1例无症状感染者转确诊病例；新增本土无症状感染者169例，其中，乌鲁木齐市天山区9例、沙依巴克区13例、水磨沟区4例、高新区5例、米东区2例，伊犁州伊宁市87例，昌吉州昌吉市16例、呼图壁县25例，哈密市伊州区5例，吐鲁番市高昌区2例，巴州库尔勒市1例。
8月24日，新疆维吾尔自治区新增本土确诊病例13例，其中，乌鲁木齐市天山区2例、沙依巴克区3例、水磨沟区1例、高新区4例、米东区1例，巴州库尔勒市1例，伊犁州伊宁市1例无症状感染者转确诊病例；新增本土无症状感染者154例，其中，乌鲁木齐市天山区19例、沙依巴克区3例、水磨沟区3例、米东区3例，伊犁州伊宁市72例，昌吉州昌吉市22例、呼图壁县15例、阜康市6例、吉木萨尔县7例，吐鲁番市高昌区2例，巴州库尔勒市2例。新增乌鲁木齐市高新区境外输入无症状感染者4例。
8月25日，新疆维吾尔自治区新增本土确诊病例2例，为昌吉州呼图壁县2例无症状感染者转确诊病例；新增本土无症状感染者133例，其中，乌鲁木齐市天山区11例、沙依巴克区8例、水磨沟区6例、高新区6例、米东区4例，伊犁州伊宁市49例，昌吉州昌吉市26例、呼图壁县15例、奇台县7例，巴州库尔勒市1例。
8月26日，新疆维吾尔自治区新增本土确诊病例15例，其中，乌鲁木齐市天山区4例、高新区1例、米东区4例，伊犁州伊宁市2例，无症状感染者转确诊病例4例（乌鲁木齐市沙依巴克区2例，伊犁州伊宁市1例，昌吉州呼图壁县1例）；新增本土无症状感染者77例，其中，乌鲁木齐市天山区7例、沙依巴克区5例、水磨沟区3例、高新区5例、米东区3例，伊犁州伊宁市35例，昌吉州昌吉市6例、呼图壁县6例、吉木萨尔县3例，吐鲁番市高昌区2例，巴州库尔勒市2例。
8月27日，新疆维吾尔自治区新增本土确诊病例4例，其中，伊犁州伊宁市3例，乌鲁木齐市天山区1例无症状感染者转确诊病例；新增本土无症状感染者57例，其中，乌鲁木齐市天山区11例、沙依巴克区6例、水磨沟区2例、米东区4例，伊犁州伊宁市20例，昌吉州昌吉市5例、呼图壁县4例、吉木萨尔县2例、奇台县1例，哈密市伊州区2例。新增乌鲁木齐市高新区境外输入无症状感染者3例。
8月28日，新疆维吾尔自治区新增本土确诊病例8例，其中，伊犁州伊宁市4例，无症状感染者转确诊病例4例（乌鲁木齐市天山区2例、水磨沟区2例）；新增本土无症状感染者48例，其中，乌鲁木齐市天山区7例、沙依巴克区3例、水磨沟区4例、米东区3例，伊犁州伊宁市15例，塔城地区乌苏市6例，昌吉州昌吉市1例、呼图壁县5例、吉木萨尔县3例、奇台县1例。
8月29日，新疆维吾尔自治区新增本土确诊病例14例，其中，伊犁州伊宁市1例，无症状感染者转确诊病例13例（乌鲁木齐市天山区4例、沙依巴克区3例、水磨沟区5例、米东区1例）；新增境外输入无症状感染者转确诊病例2例；新增本土无症状感染者40例，其中，乌鲁木齐市天山区7例、沙依巴克区2例、水磨沟区5例、米东区1例，伊犁州伊宁市17例，塔城地区乌苏市1例，昌吉州呼图壁县3例、吉木萨尔县3例、奇台县1例。
8月30日，新疆维吾尔自治区新增本土确诊病例1例，在伊犁州伊宁市；新增本土无症状感染者33例，其中，乌鲁木齐市天山区4例、沙依巴克区4例、水磨沟区4例，伊犁州伊宁市16例，塔城地区乌苏市2例，昌吉州呼图壁县1例、吉木萨尔县1例、奇台县1例。
8月31日，新疆维吾尔自治区新增本土确诊病例5例，均为无症状感染者转确诊病例，其中，乌鲁木齐市天山区2例、水磨沟区1例、米东区2例；新增本土无症状感染者33例，其中，乌鲁木齐市天山区3例、沙依巴克区5例、水磨沟区5例，伊犁州伊宁市15例，塔城地区乌苏市2例，昌吉州呼图壁县1例、吉木萨尔县1例、奇台县1例。新增境外输入无症状感染者3例。

### 2022年9月
9月1日，新疆维吾尔自治区新增本土无症状感染者转确诊病例4例，其中，乌鲁木齐市天山区2例、水磨沟区1例、沙依巴克区1例；新增本土无症状感染者34例，其中，乌鲁木齐市天山区3例、沙依巴克区4例、水磨沟区4例，伊犁州伊宁市16例，塔城地区乌苏市2例，昌吉州呼图壁县1例、吉木萨尔县1例、奇台县1例，哈密市伊州区2例（为外省输入）。
9月2日，新疆维吾尔自治区新增本土无症状感染者转确诊病例1例，在乌鲁木齐市沙依巴克区；新增本土无症状感染者35例，其中，乌鲁木齐市天山区3例、沙依巴克区6例、水磨沟区2例，伊犁州伊宁市15例，塔城地区乌苏市2例，昌吉州呼图壁县1例、吉木萨尔县1例，巴州库尔勒市3例，阿克苏地区库车市2例（为外省输入）。
9月3日，新疆维吾尔自治区无新增确诊病例；新增本土无症状感染者33例，其中，乌鲁木齐市天山区6例、沙依巴克区3例、水磨沟区2例，伊犁州伊宁市15例，塔城地区乌苏市1例，昌吉州呼图壁县2例、吉木萨尔县1例，巴州库尔勒市3例；新增境外输入无症状感染者2例。
9月4日，新疆维吾尔自治区新增本土无症状感染者转确诊病例1例，在乌鲁木齐市沙依巴克区；新增本土无症状感染者29例，其中，乌鲁木齐市天山区5例、沙依巴克区2例、水磨沟区3例，伊犁州伊宁市14例，塔城地区乌苏市2例，昌吉州吉木萨尔县1例（为外省输入），巴州库尔勒市2例；新增境外输入无症状感染者1例。
9月5日，新疆维吾尔自治区新增本土无症状感染者转确诊病例4例，其中，在乌鲁木齐市天山区2例、沙依巴克区2例；新增本土无症状感染者32例，其中，乌鲁木齐市天山区4例、沙依巴克区1例、水磨沟区6例，伊犁州伊宁市14例，塔城地区乌苏市1例，昌吉州呼图壁县1例，巴州库尔勒市5例。
9月6日，新疆维吾尔自治区新增本土无症状感染者转确诊病例2例，其中，乌鲁木齐市沙依巴克区1例、水磨沟区1例；新增本土无症状感染者29例，其中，乌鲁木齐市天山区4例、水磨沟区4例、高新区1例、米东区1例，伊犁州伊宁市12例，塔城地区乌苏市2例，昌吉州呼图壁县1例，巴州库尔勒市4例。
9月7日，新疆维吾尔自治区新增本土无症状感染者转确诊病例1例，在乌鲁木齐市水磨沟区；新增本土无症状感染者28例，其中，乌鲁木齐市天山区3例、水磨沟区4例、高新区2例、米东区2例，伊犁州伊宁市12例，塔城地区乌苏市1例，昌吉州呼图壁县1例，巴州库尔勒市3例。
9月8日，新疆维吾尔自治区新增本土无症状感染者转确诊病例3例，其中，乌鲁木齐市天山区1例、水磨沟区1例、米东区1例；新增本土无症状感染者27例，其中，乌鲁木齐市天山区5例、水磨沟区3例、高新区1例、米东区1例，伊犁州伊宁市11例，巴州库尔勒市6例。
9月9日，新疆维吾尔自治区新增无症状感染者转确诊病例2例，均在巴州库尔勒市；新增无症状感染者27例，其中，乌鲁木齐市天山区7例、水磨沟区2例、米东区1例，伊犁州伊宁市13例，巴州库尔勒市4例。
9月10日，新疆维吾尔自治区新增本土无症状感染者转确诊病例2例，其中，乌鲁木齐市天山区1例、米东区1例；新增本土无症状感染者26例，其中，乌鲁木齐市天山区6例、水磨沟区3例、米东区1例，伊犁州伊宁市12例，巴州库尔勒市4例；新增境外输入无症状感染者1例。
9月11日，新疆维吾尔自治区新增本土无症状感染者转确诊病例4例，其中，乌鲁木齐市天山区2例、水磨沟区2例；新增本土无症状感染者24例，其中，乌鲁木齐市天山区7例、水磨沟区1例，伊犁州伊宁市11例，巴州库尔勒市5例。
9月12日10時起，庫爾勒市實施臨時性靜態管理7天。当日新疆维吾尔自治区新增本土无症状感染者转确诊病例3例，其中，乌鲁木齐市天山区2例、水磨沟区1例；新增本土无症状感染者23例，其中，乌鲁木齐市天山区6例，伊犁州伊宁市10例，哈密市伊州区1例（为外省输入），巴州库尔勒市6例。
9月13日，新疆维吾尔自治区新增本土无症状感染者转确诊病例1例，在乌鲁木齐市天山区；新增本土无症状感染者25例，其中，乌鲁木齐市天山区6例，伊犁州伊宁市11例，吐鲁番市高昌区2例，巴州库尔勒市6例。
9月14日，新疆维吾尔自治区新增本土无症状感染者转确诊病例2例，在乌鲁木齐市天山区；新增本土无症状感染者25例，其中，乌鲁木齐市天山区5例，伊犁州伊宁市10例，吐鲁番市高昌区3例，巴州库尔勒市7例；新增境外输入无症状感染者2例。
9月15日，新疆维吾尔自治区新增本土无症状感染者转确诊病例1例，在乌鲁木齐市天山区；新增本土无症状感染者23例，其中，乌鲁木齐市天山区4例，伊犁州伊宁市4例，吐鲁番市高昌区5例，哈密市伊州区2例（为外省输入）；巴州库尔勒市8例；新增境外输入确诊病例3例；新增境外输入无症状感染者5例。
9月16日，新疆维吾尔自治区新增本土无症状感染者转确诊病例1例，在乌鲁木齐市天山区；新增本土无症状感染者23例，其中，乌鲁木齐市天山区3例、沙依巴克区1例，伊犁州伊宁市8例，哈密市伊州区1例（为外省输入），吐鲁番市高昌区4例，巴州库尔勒市6例。
9月17日，新疆维吾尔自治区新增本土无症状感染者转确诊病例1例，在乌鲁木齐市沙依巴克区；新增本土无症状感染者24例，其中，乌鲁木齐市天山区3例、水磨沟区1例，伊犁州伊宁市8例，哈密市伊州区2例，吐鲁番市高昌区4例，巴州库尔勒市6例；新增境外输入无症状感染者转确诊病例1例；新增境外输入无症状感染者1例。
9月18日，新疆维吾尔自治区无新增确诊病例；新增本土无症状感染者19例，其中，乌鲁木齐市天山区3例，伊犁州伊宁市7例，塔城地区乌苏市2例，吐鲁番市高昌区3例，巴州库尔勒市4例。
9月19日，新疆维吾尔自治区无新增确诊病例；新增本土无症状感染者12例，其中，乌鲁木齐市天山区1例、高新区1例，伊犁州伊宁市6例，塔城地区乌苏市1例，巴州库尔勒市3例。
9月20日，新疆维吾尔自治区新增本土无症状感染者11例，其中，乌鲁木齐市天山区1例、高新区1例，伊犁州伊宁市5例，巴州库尔勒市4例。
9月21日，新疆维吾尔自治区无新增确诊病例；新增本土无症状感染者9例，其中，乌鲁木齐市天山区1例、水磨沟区1例、高新区1例，伊犁州伊宁市4例，巴州库尔勒市2例。
9月22日，新疆维吾尔自治区无新增确诊病例；新增本土无症状感染者8例，其中，乌鲁木齐市天山区1例、高新区1例，伊犁州伊宁市4例，巴州库尔勒市2例。
9月23日，新疆维吾尔自治区新增本土无症状感染者转确诊病例1例，在乌鲁木齐市高新区；新增本土无症状感染者9例，其中，乌鲁木齐市天山区2例、高新区1例，伊犁州伊宁市4例，巴州库尔勒市2例。
9月24日，新疆维吾尔自治区无新增确诊病例；新增本土无症状感染者9例，其中，乌鲁木齐市天山区1例、高新区1例，伊犁州伊宁市4例，吐鲁番市高昌区2例，巴州库尔勒市1例；新增境外输入无症状感染者1例。
9月25日，新疆维吾尔自治区无新增确诊病例；新增本土无症状感染者8例，其中，乌鲁木齐市天山区1例、高新区1例、水磨沟区1例，伊犁州伊宁市3例，巴州库尔勒市2例。
9月26日，新疆维吾尔自治区新增本土无症状感染者转确诊病例1例，在乌鲁木齐市天山区；新增本土无症状感染者7例，其中，乌鲁木齐市天山区1例、米东区1例，伊犁州伊宁市3例，巴州库尔勒市2例。
9月27日，新疆维吾尔自治区新增本土无症状感染者10例，其中，乌鲁木齐市天山区1例、水磨沟区1例、米东区1例，伊犁州伊宁市3例，吐鲁番市高昌区1例，巴州库尔勒市3例。
9月28日，新疆维吾尔自治区无新增确诊病例；新增本土无症状感染者10例，其中，乌鲁木齐市天山区1例、高新区1例，伊犁州伊宁市3例，哈密市伊州区3例（为外省输入），巴州库尔勒市2例；新增境外输入无症状感染者1例。
9月29日，新疆维吾尔自治区无新增确诊病例；新增本土无症状感染者28例，其中，乌鲁木齐市天山区2例、沙依巴克区1例、高新区2例、水磨沟区1例、经开区1例，伊犁州伊宁市7例，塔城地区乌苏市2例，吐鲁番市高昌区4例，哈密市伊州区3例（为外省输入），巴州库尔勒市5例；新增境外输入无症状感染者1例。
9月30日，新疆维吾尔自治区无新增确诊病例；新增本土无症状感染者30例，其中，乌鲁木齐市天山区3例、沙依巴克区1例、高新区2例、水磨沟区2例、米东区1例，伊犁州伊宁市10例，塔城地区乌苏市1例，吐鲁番市高昌区4例，巴州库尔勒市6例。

### 2022年10月
10月1日，新疆维吾尔自治区无新增确诊病例；新增本土无症状感染者30例，其中，乌鲁木齐市天山区2例、沙依巴克区1例、高新区1例、水磨沟区1例、经开区1例、米东区1例，伊犁州伊宁市11例，塔城地区乌苏市2例，吐鲁番市高昌区3例，巴州库尔勒市7例（含外省输入1例）。
10月2日，新疆维吾尔自治区无新增确诊病例；新增本土无症状感染者33例，其中，乌鲁木齐市天山区2例、沙依巴克区2例、高新区1例、水磨沟区1例、经开区1例、米东区1例，伊犁州伊宁市11例，塔城地区乌苏市2例，吐鲁番市高昌区3例，哈密市伊州区1例（为外省输入），巴州库尔勒市8例。
10月3日，新疆维吾尔自治区无新增确诊病例；新增本土无症状感染者38例，其中，乌鲁木齐市天山区3例、沙依巴克区1例、高新区2例、水磨沟区2例、经开区1例、米东区1例，伊犁州伊宁市15例，塔城地区乌苏市2例，吐鲁番市高昌区5例，巴州库尔勒市6例。
10月4日，新疆维吾尔自治区新增本土无症状感染者91例，其中，乌鲁木齐市天山区8例、沙依巴克区7例、高新区5例、水磨沟区6例、经开区4例、米东区5例，伊犁州伊宁市25例，塔城地区乌苏市2例，吐鲁番市高昌区14例，巴州库尔勒市15例。截至当日，乌鲁木齐市、伊犁州伊宁市、吐鲁番市、巴州库尔勒市、塔城地区乌苏市疫情防控指挥部分别发布关于防范疫情风险外溢的公告。乌鲁木齐市发布通告表示，要求乌鲁木齐市各区县人员暂不离乌，暂停全疆离疆客运列车，继续暂停全疆省际客运班线和省际包车业务，执行疆外航班的客座率控制在75%以内。对离乌返校学生群体采取专列、包机运输，离乌返校学生和符合离乌条件人员需在离乌前进行5天集中健康监测，每日开展1次核酸检测，健康监测期间无异常，点对点闭环运至站场离乌。在离乌交通站场和公路卡口，由医务人员对符合离乌条件人员再进行一次单人单管核酸检测和抗原检测，凭阴性结果离乌。新疆疆内人员离疆需持有所在县区防疫办出具同意出疆证明，7日内无高中低风险区旅居史人员需持有48小时内2次（每日1次，最后一次核酸采样时间在出疆前24小时以内）核酸检测阴性证明，7日内有低风险区旅居史人员需持72小时内3次（每日1次，最后一次核酸采样时间在出疆前24小时以内）核酸检测阴性证明。离疆人员需在机场、车站增加一次核酸检测（单采单检）+抗原检测，结果均为阴性方可登机、登车。非中高风险区离疆货车司机在出疆通道需接受一次核酸检测（单人单管），结果为阴性后可正常通行。
10月5日，新疆维吾尔自治区新增本土无症状感染者97例，其中，乌鲁木齐市天山区9例、沙依巴克区8例、高新区6例、水磨沟区8例、经开区4例、米东区5例，伊犁州伊宁市28例，塔城地区乌苏市5例，吐鲁番市高昌区10例，哈密市伊州区1例（为外省输入），巴州库尔勒市13例。
10月6日，新疆维吾尔自治区新增本土无症状感染者96例，其中，乌鲁木齐市天山区10例、沙依巴克区6例、高新区6例、水磨沟区9例、经开区4例、米东区10例，伊犁州伊宁市25例，塔城地区乌苏市6例，吐鲁番市高昌区9例，巴州库尔勒市11例。
10月7日，新疆维吾尔自治区新增本土确诊病例4例，均在伊犁州伊宁市；新增本土无症状感染者344例，其中，乌鲁木齐市天山区53例、沙依巴克区28例、高新区39例、水磨沟区37例、经开区22例、米东区45例，伊犁州伊宁市54例，塔城地区乌苏市11例，吐鲁番市高昌区42例，巴州库尔勒市13例。经新疆自治区党委研究决定，对乌鲁木齐市天山区区委书记李绍忠、水磨沟区区委书记宋斌，吐鲁番市委常委、高昌区区委书记朱剑军给予免职处理。
10月8日，新疆维吾尔自治区新增本土确诊病例53例，其中，乌鲁木齐市天山区10例、沙依巴克区6例、高新区7例、水磨沟区6例、经开区2例，伊犁州伊宁市13例，吐鲁番市高昌区6例，巴州库尔勒市3例。新增本土无症状感染者383例，其中，乌鲁木齐市天山区50例、沙依巴克区37例、高新区40例、水磨沟区31例、经开区28例、米东区44例，伊犁州伊宁市64例、伊宁县5例，塔城地区乌苏市21例，吐鲁番市高昌区34例，巴州库尔勒市29例；新增境外输入无症状感染者1例。
10月9日，新疆维吾尔自治区新增本土确诊病例70例，其中，乌鲁木齐市天山区14例、沙依巴克区5例、高新区7例、水磨沟区9例、经开区1例、米东区4例，伊犁州伊宁市16例，塔城地区乌苏市4例，吐鲁番市高昌区5例（为无症状感染者转确诊病例），巴州库尔勒市5例。新增本土无症状感染者376例，其中，乌鲁木齐市天山区52例、沙依巴克区49例、高新区32例、水磨沟区35例、经开区23例、米东区29例，伊犁州伊宁市65例、伊宁县5例，塔城地区乌苏市26例，吐鲁番市高昌区30例，巴州库尔勒市30例；新增境外输入无症状感染者1例。
10月10日，新疆维吾尔自治区新增本土确诊病例82例，其中，乌鲁木齐市天山区21例、沙依巴克区7例、高新区18例、水磨沟区3例、米东区6例，伊犁州伊宁市15例，塔城地区乌苏市3例，吐鲁番市高昌区4例（为无症状感染者转确诊病例），巴州库尔勒市5例。新增本土无症状感染者375例，其中，乌鲁木齐市天山区38例、沙依巴克区51例、高新区34例、水磨沟区30例、经开区25例、米东区44例，伊犁州伊宁市60例、伊宁县3例，塔城地区乌苏市25例，吐鲁番市高昌区28例，巴州库尔勒市37例；新增境外输入无症状感染者1例。
10月11日，新疆维吾尔自治区新增本土确诊病例62例，其中，乌鲁木齐市天山区22例、沙依巴克区4例、高新区2例、水磨沟区8例（含2例无症状感染者转确诊病例）、米东区7例（含1例无症状感染者转确诊病例），伊犁州伊宁市10例，塔城地区乌苏市2例，吐鲁番市高昌区2例（为无症状感染者转确诊病例），巴州库尔勒市5例；新增境外输入确诊病例2例（含1例无症状感染者转确诊病例）。新增本土无症状感染者379例，其中，乌鲁木齐市天山区40例、沙依巴克区39例、高新区29例、水磨沟区42例、经开区28例、米东区47例，伊犁州伊宁市57例、伊宁县5例，塔城地区乌苏市23例，吐鲁番市高昌区28例，巴州库尔勒市41例；新增境外输入无症状感染者1例。
10月12日，新疆维吾尔自治区新增本土确诊病例64例，其中，乌鲁木齐市天山区9例、沙依巴克区5例、高新区11例（含2例无症状感染者转确诊病例）、水磨沟区9例、经开区3例、米东区4例，伊犁州伊宁市10例，塔城地区乌苏市2例，吐鲁番市高昌区5例，巴州库尔勒市6例。新增本土无症状感染者339例，其中，乌鲁木齐市天山区46例、沙依巴克区42例、高新区31例、水磨沟区37例、经开区22例、米东区27例，伊犁州伊宁市51例、伊宁县4例，塔城地区乌苏市22例，吐鲁番市高昌区23例，巴州库尔勒市34例。
10月13日，新疆维吾尔自治区新增本土确诊病例28例，其中，乌鲁木齐市天山区2例、沙依巴克区2例、高新区3例、水磨沟区4例、米东区2例，伊犁州伊宁市8例，塔城地区乌苏市2例，吐鲁番市高昌区2例（含1例无症状感染者转确诊病例），巴州库尔勒市3例。新增本土无症状感染者302例，其中，乌鲁木齐市天山区40例、沙依巴克区34例、高新区28例、水磨沟区31例、经开区19例、米东区22例，伊犁州伊宁市49例、伊宁县3例，塔城地区乌苏市20例，吐鲁番市高昌区24例，巴州库尔勒市32例；新增境外输入无症状感染者1例。
10月14日，新疆维吾尔自治区新增本土确诊病例37例，其中，乌鲁木齐市天山区4例、沙依巴克区5例、高新区6例、水磨沟区6例、经开区2例、米东区1例，伊犁州伊宁市8例，吐鲁番市高昌区3例（为无症状感染者转确诊病例），巴州库尔勒市2例。新增本土无症状感染者337例，其中，乌鲁木齐市天山区51例、沙依巴克区46例、高新区34例、水磨沟区39例、经开区25例、米东区30例，伊犁州伊宁市44例、伊宁县3例，塔城地区乌苏市15例，哈密市伊州区4例（为外省输入），吐鲁番市高昌区18例，巴州库尔勒市28例。
10月15日，新疆维吾尔自治区新增本土确诊病例22例，其中，乌鲁木齐市天山区5例、沙依巴克区3例、高新区2例、水磨沟区3例、米东区2例，伊犁州伊宁市5例，吐鲁番市高昌区1例，巴州库尔勒市1例。新增本土无症状感染者271例，其中，乌鲁木齐市天山区42例、沙依巴克区25例、高新区29例、水磨沟区26例、经开区19例、米东区20例，伊犁州伊宁市43例、伊宁县3例，塔城地区乌苏市13例，哈密市伊州区4例（为外省输入），吐鲁番市高昌区21例，巴州库尔勒市26例。
10月16日，新疆维吾尔自治区新增本土确诊病例13例，其中，乌鲁木齐市天山区2例、沙依巴克区2例、高新区1例、水磨沟区3例、米东区2例，伊犁州伊宁市3例。新增本土无症状感染者175例，其中，乌鲁木齐市天山区29例、沙依巴克区25例、高新区16例、水磨沟区18例、经开区9例、米东区13例，伊犁州伊宁市24例、伊宁县3例，塔城地区乌苏市8例，哈密市伊州区3例（为外省输入），吐鲁番市高昌区12例，巴州库尔勒市15例。
10月17日，新疆维吾尔自治区新增本土确诊病例8例，其中，乌鲁木齐市天山区2例、沙依巴克区2例、高新区1例、水磨沟区1例，伊犁州伊宁市2例。新增本土无症状感染者133例，其中，乌鲁木齐市天山区20例、沙依巴克区17例、高新区11例、水磨沟区13例、经开区9例、米东区11例，伊犁州伊宁市23例、伊宁县2例，塔城地区乌苏市6例，哈密市伊州区3例（为外省输入），吐鲁番市高昌区8例，巴州库尔勒市10例。
10月18日，新疆维吾尔自治区新增本土确诊病例6例，其中，乌鲁木齐市天山区2例、沙依巴克区1例、水磨沟区1例，伊犁州伊宁市2例。新增本土无症状感染者116例，其中，乌鲁木齐市天山区15例、沙依巴克区13例、高新区10例、水磨沟区10例、经开区5例、米东区8例，伊犁州伊宁市20例、伊宁县3例，塔城地区乌苏市6例，哈密市伊州区10例（为外省输入），吐鲁番市高昌区7例，巴州库尔勒市9例。
10月19日，新疆维吾尔自治区新增确诊病例6例，其中，乌鲁木齐市天山区2例、沙依巴克区1例、高新区1例，伊犁州伊宁市2例。新增无症状感染者121例，其中，乌鲁木齐市天山区18例、沙依巴克区15例、高新区10例、水磨沟区13例、经开区6例、米东区10例，伊犁州伊宁市22例、伊宁县2例，塔城地区乌苏市7例，吐鲁番市高昌区7例，巴州库尔勒市11例。
10月20日，新疆维吾尔自治区新增确诊病例7例，其中，乌鲁木齐市天山区2例、沙依巴克区2例、水磨沟区1例，伊犁州伊宁市2例。新增无症状感染者113例，其中，乌鲁木齐市天山区15例、沙依巴克区12例、高新区12例、水磨沟区9例、经开区8例、米东区8例，伊犁州伊宁市24例、伊宁县2例，塔城地区乌苏市6例，吐鲁番市高昌区9例，巴州库尔勒市8例。
10月21日，新疆维吾尔自治区新增确诊病例8例，其中，乌鲁木齐市天山区3例、沙依巴克区1例、高新区1例、水磨沟区1例，伊犁州伊宁市2例。新增无症状感染者125例，其中，乌鲁木齐市天山区17例、沙依巴克区14例、高新区11例、水磨沟区13例、经开区7例、米东区11例，伊犁州伊宁市26例、伊宁县3例，塔城地区乌苏市5例，吐鲁番市高昌区8例，巴州库尔勒市10例。
10月22日，新疆维吾尔自治区新增确诊病例8例，其中，乌鲁木齐市天山区2例、沙依巴克区2例、高新区1例、米东区1例，伊犁州伊宁市2例。新增无症状感染者123例，其中，乌鲁木齐市天山区16例、沙依巴克区13例、高新区11例、水磨沟区13例、经开区6例、米东区10例，伊犁州伊宁市24例、伊宁县3例，塔城地区乌苏市7例，哈密市伊州区2例（为外省输入），吐鲁番市高昌区9例，巴州库尔勒市9例。
10月23日，新疆维吾尔自治区新增确诊病例10例，其中乌鲁木齐市7例，伊犁州3例。新增无症状感染者125例，其中乌鲁木齐市76例，伊犁州29例，塔城地区6例，吐鲁番市7例，巴州7例。
10月24日，新疆维吾尔自治区新增确诊病例9例，其中乌鲁木齐市6例，伊犁州3例。新增无症状感染者124例，其中乌鲁木齐市71例，伊犁州27例，塔城地区8例，吐鲁番市10例，巴州8例。
10月25日，新疆维吾尔自治区新增确诊病例9例，其中乌鲁木齐市6例，伊犁州3例。新增无症状感染者129例，其中乌鲁木齐市73例，伊犁州31例，塔城地区7例，吐鲁番市8例，巴州10例。
10月26日，新疆维吾尔自治区新增确诊病例11例，其中乌鲁木齐市7例，伊犁州4例。新增无症状感染者114例，其中乌鲁木齐市69例，伊犁州24例，塔城地区6例，吐鲁番市7例，巴州8例。
10月27日，新疆维吾尔自治区新增确诊病例12例，新增无症状感染者110例。
10月28日，新疆维吾尔自治区新增确诊病例30例，新增无症状感染者125例。
10月29日，新疆维吾尔自治区新增确诊病例29例，新增无症状感染者248例。乌鲁木齐市新增确诊25例、无症状者196例，日增本土感染人数创近两周新高。
10月30日，新疆维吾尔自治区疫情防控工作指挥部专题研究滞留学生、游客、务工人员等群体离疆工作。会议明确，高中风险区人员原则上不离疆；低风险区人员和高中风险区因特殊原因确需离疆人员，须在离疆前在低风险区或无疫区进行集中健康监测，并每日进行核酸检测；无疫地区人员离疆需要提供48小时2次(每天一次)核酸检测结果阴性证明和所在地疫情防控指挥部出具的离疆证明。当日新疆维吾尔自治区新增确诊病例30例，新增无症状感染者358例。

### 2022年11月
11月4日，乌鲁木齐市召开疫情防控工作新闻发布会。会上，乌鲁木齐市卫生健康委副主任郑德禄通报，乌鲁木齐市连日和首次无新增阳性感染者的小区不断增多，少部分小区已连续将近一周无新增。该市宣布，连续7日无新增阳性感染者并保持无疫状态的小区，均可认定为“无疫小区”并安排居民有序下楼活动，待“无疫小区”集中连片可及时创建“无疫社区”“无疫街道”，稳步、有序恢复正常生产生活秩序。
11月16日10时起，伊宁市全面有序恢复正常生产生活秩序，全面有序复工复产、复商复市、复学复课。自8月3日以來，伊犁已靜默封控超過107日。當地居民在市區放煙花慶祝，亦有網民將伊寧市解封稱為「勝利的曙光」。有影片顯示，伊寧市道路上的隔離擋板正在拆除，居民已可正常外出，形容「街上人多就像過年一樣」。同日，乌鲁木齐市研究制定了有序恢复低风险区居民生活秩序的工作方案。方案明确，连续5天未发现新增感染者（含基层防疫人员感染者）的区域，经区（县）疫情防控工作指挥部会商研判同意后，居民可错峰有序出户活动，后续根据周边疫情防控形势适时调整活动范围。
11月26日上午，乌鲁木齐市委常委、宣传部部长隋荣宣布当地社会面基本清零，将分阶段有序恢复低风险区居民生活秩序。后续经综合评估排除疫情传播风险的，可逐步恢复交通，允许跨区县流动，驾车出行，点对点上班，有序恢复正常生产生活秩序。當天新疆新增确诊病例20例，新增无症状感染者972例。
11月27日起，乌鲁木齐逐步恢复公共交通和低风险区商超等场所运营。南航恢复多条乌鲁木齐始发中國国内航线。
11月28日，伊犁州伊宁市、吐鲁番市高昌区、阿克苏地区库车市、巴州库尔勒市、塔城地区乌苏市等地逐步有序恢复生产生活秩序。

### 2022年12月
12月1日起，乌鲁木齐全市公交车、出租车可跨区通行。乌鲁木齐市有271处快递网点已恢复运营。
12月2日起，乌鲁木齐低风险区域对低风险区域可以跨区活动，社会车辆全面放开。
12月5日，乌鲁木齐商贸服务业全面有序恢复正常生产经营。另外乌鲁木齐市调整核酸检测策略，除高风险区市民和物资保供等闭环作业高风险区岗位从业人员仍需按要求参加核酸检测外，不再开展常规核酸检测。

## 事件和争议
自2020年7月15日新一轮疫情爆发以来，新疆政府采取严厉的隔离检疫措施遏制疫情进一步发展。首府乌鲁木齐市多个住宅小区进行封闭式管理，住户的家门均被贴上封条或胶带，完全禁止下楼。另外，部分社区每日向住户派发连花清瘟胶囊、盐酸阿比朵尔及特制中药剂，强行要求他们在监督下服用药物，部分居民服用药物后出现轻度不适症状，包括皮肤过敏、腹泻、月经紊乱等情况。以上措施安排引起了生活不便，致使当地居民在8月中下旬涌入微博发帖求助，呼吁政府放宽限制措施，但这些信息很快便被当局删除。
2022年8月，在乌鲁木齐出现由奥密克戎BA.5.2变异株引起的新一波疫情后，当地出现高中风险区动态调整不及时、风险区内网格划分过大；对核酸采样人员、保供人员和社区志愿者防护防疫培训不到位防护不到位；前期一些小区管理不到位，小区居民核酸采样时、取物时与潜在的感染人员有交集，没有被及时发现的问题，造成了无疫小区的交叉感染，也在一定程度上造成了疫情拖尾。部分未解除管控小区仍存在物资供应不充分、蔬菜包配送不到位、慢性病药品、特殊婴儿配方奶粉等个性化需求满足不及时现象。9月3日晚，乌鲁木齐市委常委木合亚提·努尔木哈买提就该市在防控工作中的短板和不足，以及部分未解除管控小区仍存在物资供应不充分、蔬菜包配送不到位、慢性病药品、特殊婴儿配方奶粉等个性化需求满足不及时现象两度道歉。
2022年9月9日，由于库尔勒市在此轮疫情中存在持续时间长，低风险小区仍持续出现零星散发病例，在防控中存在一些短板和不足，向市民表示歉意。另外部分小区仍存在物资供应不充分，蔬菜配送不到位，甚至还出现哄抬物价、缺斤少两、菜品单一、质量差的现象，当地也就相关问题公开致歉。当日伊犁州党委副书记、州长叶尔夏提·吐尔逊拜在答记者问时提及到了微博“伊犁超话”发布的“孩子高烧就医困难”帖文。该户主叫米某某，家住伊宁市喀什街十一巷，61岁，家里共有10口人。9月7日，家里有3个孩子有发烧症状，因在疫情期间，米某某及家人担心孩子不能及时退烧，情绪激动，于当日16:43在居民微信群里发布孩子高烧视频，社区工作人员得知消息后，于18时将3天剂量的连花清瘟胶囊送至米某某家中，并立即联系救护车送孩子前往医院就诊，120救护车到达后，米某某及家人表示孩子已退烧，不想前往医院治疗。为方便就诊，为其家庭留下了街道主任联系方式，同时联系人民医院医生互加微信，随时视频问诊，需要药品等可以专门供应。后3个孩子病情好转，米某某及家人情绪稳定。當天伊犁哈萨克自治州、巴音郭楞蒙古自治州政府也表達歉意。9月11日，伊犁州警方指控有4位網民在网上散播谣言，煽动对立情绪，4人被伊宁市公安局处以行政拘留。截至9月13日，伊宁市已实施静默管理47天。有牧民因活動受限，導致大批羊群等牲畜因無人放牧而死亡或丟失。
自2022年7月30日新疆发生新一轮疫情以来，病毒在短时间内迅速蔓延至13個地（州、市）的37個縣（市、區）和兵團4個師的15個師市團場，是新疆歷史上傳播速度最快、涉及面最廣、感染人數最多、防控難度最大的重大突發公共衛生事件。本轮疫情在8月底得到有效控制，但由於部分地區鬆懈麻痹思想，疫情防控各項措施落實不到位，9月中旬以來部分地區疫情發生反彈，個別地方疫情反彈嚴重，全區防控形勢更趨嚴峻複雜。10月4日，新疆自治區副主席劉蘇社在发布会上表示，本轮疫情持续2个月，仍未实现“动态清零”目标，除了奥密克戎BA.5.2变异株传染性强、传播速度快、潜伏期短的客观原因，还暴露了两个防控工作的短板。第一个短板是在疫情防控工作中，一些地方對高中低風險區劃分不科學不精準，高風險區劃得過大，加大管理難度，增加傳播風險；個別地方靜態管理簡單化，一封了之，對一些真正需要靜態管理的社區、社區卻未能嚴格執行居民足不出戶要求。而核酸檢測是防控工作中的最大短板，存在核酸检测能力不足，采样、检测操作不规范、不科学影响核酸检测质效等问题，一些核酸采样人员由于防护不当被感染，也成为疫情传播的重要风险源。同时本轮疫情出现严重外溢。截至10月4日，乌鲁木齐站始发的出疆列车Z42次、Z306次发现多名阳性感染者，另外吐鲁番市有多例阳性感染者外溢广东、上海、湖南、浙江等省市。劉蘇社表示，新疆此輪疫情造成当地疫情傳播，同時也發生向多個省區市外溢的情況，特別是近期外溢情況比較嚴重，給兄弟省區市疫情防控工作增添麻煩，影響了全國疫情防控大局。他向相關省區市表示歉意。库尔勒市市委副书记王清玉周二晚间在防控新闻发布会上承认，当局应对本轮疫情采取的防控措施“不够科学精准，应变能力不足，反应速度不够快，没有第一时间完全阻断传播链”，对此“深感自责、愧疚，也深表歉意”。刘苏社表示，新疆自治区党委和政府“把防外溢作为当前疫情防控的重中之重”，“坚持非必要不离疆”，要尽快遏制疫情外溢势头，“为党的二十大胜利召开营造良好环境”。
2022年10月，有网民在微信群圈传播“5号伊犁要全面封城”“5号要封城，快去买东西”等信息，引发部分网民关注。伊犁州疫情防控工作指挥部表示上述信息为网络谣言。
2022年10月6日，乌鲁木齐市人民政府新闻办公室召开疫情防控新闻发布会，会上乌鲁木齐经济技术开发区表示将帮助滞留旅客在疆就业，实现「双向奔赴」，此举引发网民热议。10月8日，微信公众号「网信新疆」发文，称部分媒体曲解原意，希望网民不要误读。
2022年11月2日凌晨5时44分许，库尔勒市民郭某某从方舱治疗点送医后医治无效死亡。11月9日，库尔勒市委、市人民政府成立由卫健、公安、纪检监察等部门组成的专项调查组，正在依规依法开展全面调查，同时安排市、街道、社区负责人入户开展亲属情绪安抚等相关工作。
2022年11月5日，乌鲁木齐官方表示，有网民在微博、抖音、微信群圈等平台上发布“乌鲁木齐再封三个月”，后经与有关部门核实，确认此消息属于网络谣言。
2022年11月4日，网络爆出男子张某辉在乌鲁木齐三坪服务区售卖商品时，与滞留连霍高速的3人聊天，炫耀其可以办理货车通行证，曾在疫情期间贩卖过多个通行证。11月6日，李某发现该视频在网上发酵，自行退出该群。据张某辉交代，其在视频中自称2020年疫情所卖8000张通行证及本次疫情所卖20张通行证均属自己编造，公安机关正在对此进一步调查；视频中库某向张某辉手机扫码的动作，系11月4日16时31分库某添加张某辉微信好友时的操作。11月7日凌晨1时，嫌疑人张某辉被警方抓获归案，并对其他3名涉事人员进行调查取证。
2022年11月7日，乌鲁木齐市公安机关接到网民举报，有人在社交群组中传播会展中心方舱有卖淫嫖娼的聊天信息，经公安机关查证，相关网传内容纯属个人编造。经审讯，嫌疑人申某阳交待10月24日在与好友周某锦(男、32岁、住天山区)私聊中故意编纂了会展方舱有卖淫嫖娼的虚假事实。
2022年11月13日，乌鲁木齐市米东区小组棕宠物用品店（抖音号:新疆小祖宗宠物用品店）下载录制11月12日晚乌鲁木齐市疫情防控新闻发布会视频。该店断章取义、刻意删剪、屏蔽其他保供企业相关内容，在抖音平台发布片面信息，误导公众认为其店铺是疫情防控期间政府唯一指定的“全城配送宠物用品店”。乌鲁木齐市商务局13日深夜发布声明，表示相关部门已介入调查。11月14日，乌鲁木齐市市场监督管理局发布案件通报称，该店因违反《中华人民共和国反不正当竞争法》，决定依法对小组棕宠物用品店作出罚款50万元的行政处罚，并列入严重违法失信名单。
2022年11月中旬，新疆查处三起在直播期间恶意刷屏扰乱网络公共秩序的事件。
2022年11月24日19时49分许，乌鲁木齐市天山区吉祥苑小区一高层住宅楼发生火灾，造成10人死亡、9人受伤。许多民众质疑封控是否阻碍了火灾救援，并对火灾的救援速度表示愤怒和不满。次日晚上，乌鲁木齐各地有群众聚集抗议，要求当局解封。